# King Fahad Mosque

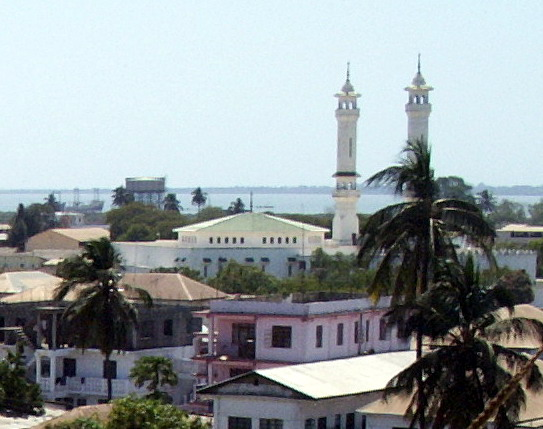
Die King Fahad Mosque vom Arch 22 aus gesehen

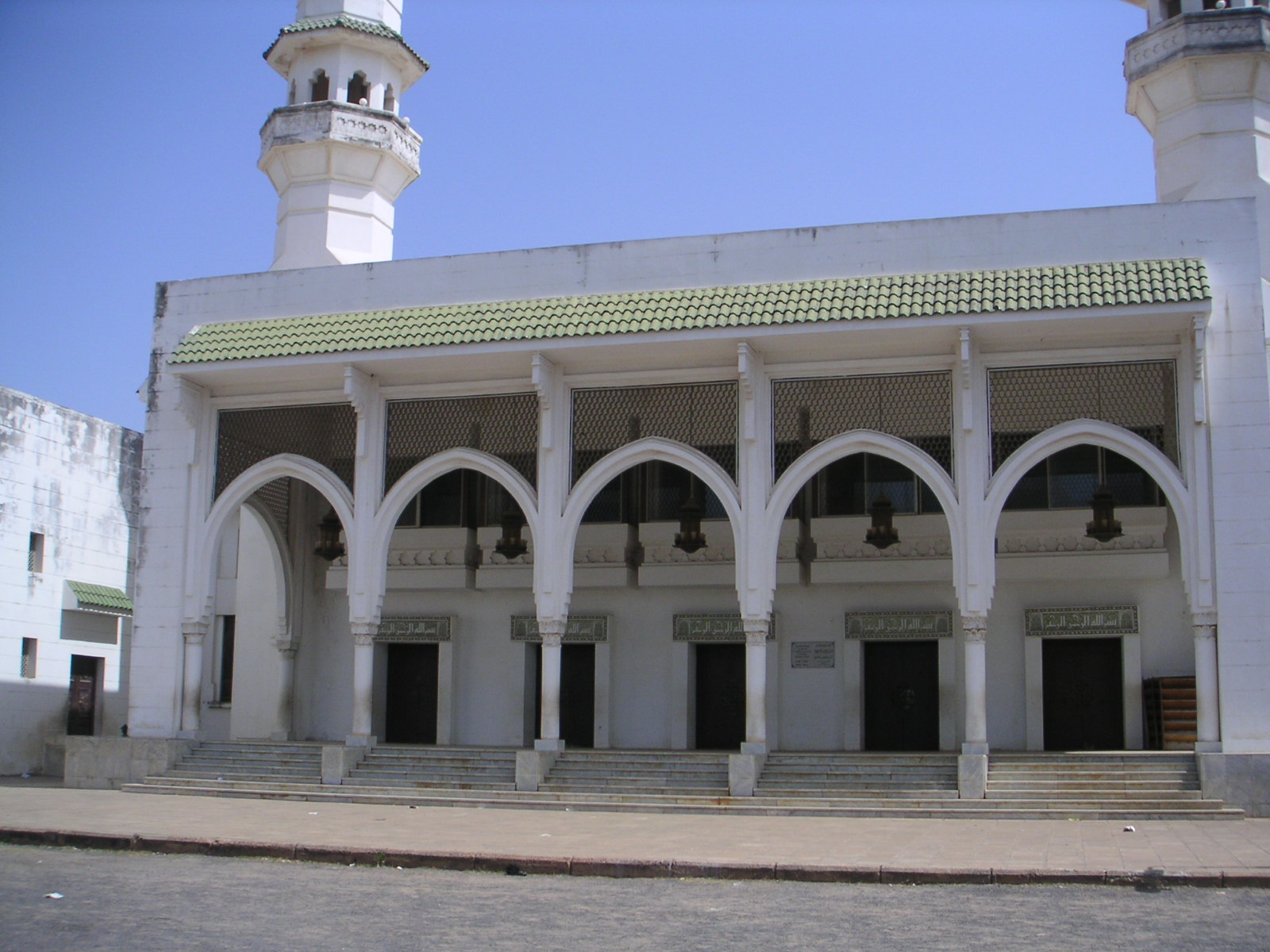
Eingangsportal

Die King Fahad Mosque (Great Mosque, Jammeh-Moschee) ist die größte Moschee in Banjul, der Hauptstadt des westafrikanischen Staates Gambia.
Die Moschee liegt an der Box Bar Road (anderer Name Wallace Cole Road) in der Nähe des Arch 22. Sie wurde mit finanzieller Hilfe Saudi-Arabiens erbaut und im Februar 1988 eingeweiht. Die King Fahad Mosque ersetzt die Independence Drive Mosque an der Mosque Road, die aber weiterhin existiert.
Die King Fahad Mosque gilt als die architektonische Besonderheit von Banjul, durch die Ausrichtung nach Osten (Qibla) wirkt sie auf den westlichen Betrachter etwas deplatziert. Die funktionale und modernen Architektur wird durch traditionelle Stilelemente aufgelockert. Der Eingang ist durch offene Rundbögen gesäumt und die beiden Minarette sind oktogonal. Die Moschee bietet ungefähr 6.000 Menschen Platz für das gemeinsame Gebet.
Neben dem Gebäude befindet sich das Box Bar Stadium, das für lokale Fußballspiele und kulturelle Ereignisse genutzt wird.